# Fínnachta
Fínnachta, figlio di Ollom Fotla (fl. XIII-X secolo a.C.), è stato, secondo la tradizione leggendaria e storica, re supremo d'Irlanda, succedendo sul trono al padre.
Era conosciuto anche come Elim Regnò per 20 anni prima di morire di peste a Mag Inis, nell'Ulster. A lui successe il fratello Slánoll Goffredo Keating data il suo regno dal 913 all'895 a.C., mentre gli Annali dei Quattro Maestri dal 1278 al 1258 a.C.

### Fonti antiche
- Annali dei Quattro Maestri M3922-3942
- Seathrún Céitinn, Foras Feasa ar Éirinn 1.26